# Museo nazionale di storia e cultura afroamericana
Il Museo nazionale di storia e cultura afroamericana (dall'inglese National Museum of African American History and Culture, anche abbreviato NMAAHC) è un museo di Washington (Stati Uniti d'America), unico ente del suo genere degli USA dedicato alla storia degli afroamericani.

## Storia
Il Museo nazionale di storia e cultura afroamericana venne istituito nel 2003 in seguito all'emanazione di una legge del congresso americano e la sua progettazione affidata allo Smithsonian Institution, che detiene ancora oggi la struttura assieme ad altri diciannove musei e gallerie. Durante il mese di gennaio del 2006, si decise di erigerlo a Constitution Ave, nella città di Washington. Il museo venne inaugurato il 24 settembre 2016, e durante la cerimonia di apertura presenziò il presidente Barack Obama.